# Atolón Kure
El atolón Kure (en hawaiano Mokupāpapa, históricamente Ocean Island) forma parte de las islas de Sotavento de Hawái. Está situado en el extremo oeste del archipiélago, a 91 km al oeste de Midway. Sus coordenadas son: 28°25′N 178°20′O / 28.417, -178.333.

## Geografía
Kure es el atolón más septentrional del mundo. Está cerca del que se llama "punto Darwin", la latitud donde el crecimiento de los arrecifes de coral es igual a las fuerzas que provocan su erosión. El atolón tiene una forma casi circular de 10 km de diámetro. La altitud máxima es de 6,1 metros. Sólo hay dos islotes significativos al sur del arrecife, Green Island y Sand Island, formando una superficie total de 0,86 km².

## Historia
El atolón Kure lleva el nombre del capitán ruso Kure, que lo descubrió en 1827, con el barco Moller. La historia de Kure está llena de naufragios y rescates. En 1837 naufragó el capitán Brown con el barco inglés Gledstanes. Durante cinco meses sobrevivieron en el islote Green. Con los restos del naufragio construyeron una barca que llegó a Honolulú donde el cónsul británico organizó el rescate. En 1843 se repitió la misma historia con el ballenero estadounidense Parker. En 1870 la expedición estadounidense del USS Saginaw, que había ido al atolón Midway, decidió explorar Kure por si encontraba algún náufrago. Se estropeó el motor y se estamparon contra los arrecifes. Cinco voluntarios hicieron el viaje en barca hasta Kauai, pero llegaron tan extenuados que volcaron en la playa y sólo sobrevivió uno.
En 1886 el rey Kalakaua la tomó en posesión por el reino de Hawái con el nombre de Moku Papapa. Construyeron un refugio con provisiones para los posibles náufragos. Durante la Segunda Guerra Mundial se construyó una base militar y una estación de transmisión de radio para la navegación.